# Crash Bash
Crash Bash, udgivet i Japan som Crash Bandicoot Carnival (クラッシュ・バンディクー カーニバル Kurasshu Bandikū Kānibaru) er et holdspil udviklet af Eurocom, hvilket gør dette til det første spil der ikke blev lavet af Naughty Dog. Det har en vis lighed med Mario Party serien, og bliver derfor ofte sammenlignet med den.

## Gameplay
I Crash Bash kan man spille op til to spillere i selve spillet, og op til fire spillere i multiplayer delen. Hvis mindre end fire spillere deltager, vil de manglende spillere bliver erstattet af computerstyrerede figurer i stedet. Derved er der altid fire spillere på banen.
Der er i alt otte forskellige figurer man kan vælge mellem, og hver af dem har deres egne fordele og ulemper. Som regel plejer spillet at vælge de computerstyrede figurer, sådan at begge hold er afbalancerede.
Selve spillet består af i alt 32 baner, hvor af 4 af dem er bosser.
Disse baner er, som i de fleste andre spil fra serien, delt op i fem verdener.
De i alt 28 baner kan deles op i syv forskellige grupper, baseret på banernes mål. Hver gruppe består af fire baner af forskellig sværhedsgrad. De syv grupper er:
- "Ballistix" (ball)

Et spil i stil med Pong, der foregår på en firkantet bane, med et mål på hver af de fire sider. Spillerne skal undgå at bolde ryger ind i deres eget mål, mens de samtidig prøver at få boldene ind hos modstanderen. Hver spiller har et bestemt antal bolde de må få ind i deres mål før de taber. Sidste mand på banen er vinderen.
- "Polar Push" (panic)

Hver spiller rider rundt på en Polar, og skal forsøge at skubbe hindanden ud af banen.
- "Pogo Pandemonium" (poco)

Disse baner foregår på baner der på otte-gange-otte firkantede felter. Spillerne hopper rundt på disse felter, hvilket farver dem i deres farve. Dette gøres for at skaffe point. Spilleren med flet point til slut, er vinderen.
- "Crate Crush" (bash)

Disse baner foregår i et åbent område med en masse kasser. Hver spiller har en hvis mængde liv. Det gælder om at slå hindanden hovedsageligt ved hjælp af kasserne, indtil modspilleren ikke har mere liv, og bliver fjernet fra banen.
- "Tank Wars" (fox)

Hver spiller er udstyret med en tank, og det går ud på at slå fjenden ved hjælp af denne.
- "Crash Dash"

Et lille racerspil der foregår på cirkelære baner. Det gælder om at kommer først i mål for at vinde.
- "Medieval Mayhem"

Banerne i denne gruppe er meget varierede, og har egentlig kun det tilfældes, at det gælder om at have flest point når tiden er gået.

## Figurer

### Det Gode Hold
På Aku Aku's side kan man vælge mellem de følgende figurer:
- Crash Badicoot
- Coco Bandicoot
- Tiny Tiger
- Dingodile

### Der Onde Hold
På Uka Ukas side kan man vælge mellem de følgende figurer:
- Doctor Neo Cortex
- Doctor Nitrus Brio
- Koala Kong
- Rilla Roo

### Ekstra
I den Japanske version, Crash Bandicoot Carnival, var det også muligt at låse op for følgende figur ved hjælp af en kode:
- Fake Crash